# Киик-Коба
Кии́к-Коба́ (крымскотат.  Кийик Къоба, Kiyik Qoba, كییك قوبا, — «дикая пещера») — раннепалеолитическая стоянка в Белогорском районе, находится в предгорном Крыму в гроте, на правом берегу реки Зуя, в 25 км к востоку от Симферополя, в 8 км южнее посёлка Зуя. Навес-грот обращён к югу, площадь грота около 50 м².
Далее по кромке обрывов на северо-запад имеется пещера с двумя входами и террасой при входе. Её также называют Киик-Коба.  План раскопок приведённый в книге Осмоловского чётко указывает, что они проводились в южном гроте-навесе.
Стоянка обнаружена в 1924 году Глебом Бонч-Осмоловским. Выявлено два культурных слоя, разделённых значительной временной паузой, в ходе которой грот был необитаем. Нижний слой стоянки свидетельствует о пребывании первобытного человека в Крыму в эпоху ашеля (см. Ашельские памятники Крыма).
В ходе раскопок 1924—1925 годов здесь были найдены останки неандертальцев (женщины и ребёнка), около 500 кремнёвых орудий труда мустьерской киик-кобинской культуры, применявшихся около 100 тыс. л. н. и характерных для мустье среднего палеолита, костные остатки вымершей фауны Крыма: пещерного медведя, гигантского и благородного оленя, сайгака, дикой лошади, онагра. Также в слое IV (ок. 35 тыс. л. н.) была найдена кремнёвая пластина с гравировкой, которая могла иметь для неандертальцев символическое значение.

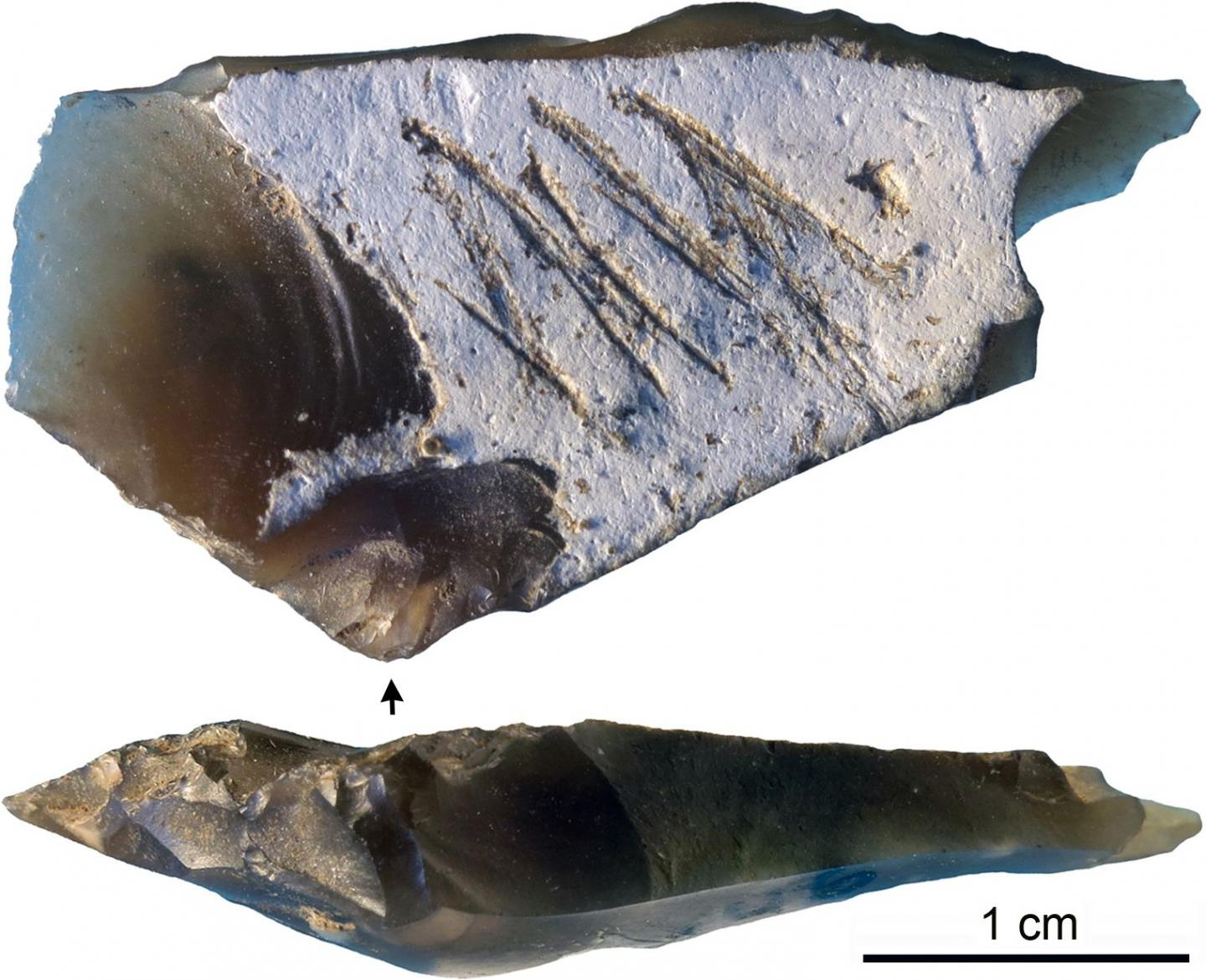
Киик-Коба. Кремнёвое пара-микокское орудие с насечками из слоя IV. 666  лет назад.